# Perham, Minnesota
Perham là một thành phố thuộc quận Otter Tail, tiểu bang Minnesota, Hoa Kỳ. Năm 2010, dân số của thành phố này là 2985 người.

## Dân số
- Dân số năm 2000: 2559 người.
- Dân số năm 2010: 2985 người.